# Залужје (Лепоглава)
Залужје је насељено место у саставу града Лепоглаве у Вараждинској жупанији, Хрватска. До територијалне реорганизације у Хрватској налазило се у саставу старе општине Иванец.

## Становништво
На попису становништва 2011. године, Залужје је имало 162 становника.

## Попис1991.
На попису становништва 1991. године, насељено место Залужје је имало 211 становника, следећег националног састава:
| Попис 1991.‍ | Попис 1991.‍ | Попис 1991.‍ | Попис 1991.‍ | Попис 1991.‍ |
| ----------- | ----------- | ----------- | ----------- | ----------- |
|             |             |             |             |             |
| Хрвати      | Хрвати      |             | 198         | 93,83%      |
| Словенци    | Словенци    |             | 13          | 6,16%       |
| укупно: 211 |             |             |             |             |